# Jardin de Mille arpents
Le Bagh-e Hezardjerib ou jardin de Mille arpents (en persan : باغ هزارجریب / Bâġ-e Hezârjerib) était un jardin d'Ispahan, en Iran, situé sur la rive droite du Zayandeh Roud, et auquel conduisait le Tchaharbagh. Il était construit sur un carré d'environ 116 mètres de côté. Il était en ruine en 1840, comme l'indique le plan de la ville dessiné par Pascal Coste.